# Войцюлик, Игнатий Викентьевич
Игна́тий Вике́нтьевич Войцюлик (1862 — после 1917) — член III Государственной думы от Гродненской губернии, крестьянин.

## Биография
Православный, крестьянин села Гребенеи Гребенёвской волости Сокольского уезда.
Окончил народное училище. Занимался земледелием (15½ десятин надельной земли). До избрания в Думу был волостным судьёй и председателем волостного суда.
В 1907 году был избран в члены III Государственной думы от Гродненской губернии съездом уполномоченных от волостей. Входил во фракцию умеренно-правых, с 3-й сессии — в русскую национальную фракцию. Состоял членом комиссии по исполнению государственной росписи доходов и расходов.
Судьба после 1917 года неизвестна. Был женат.